# Ewa Karlström

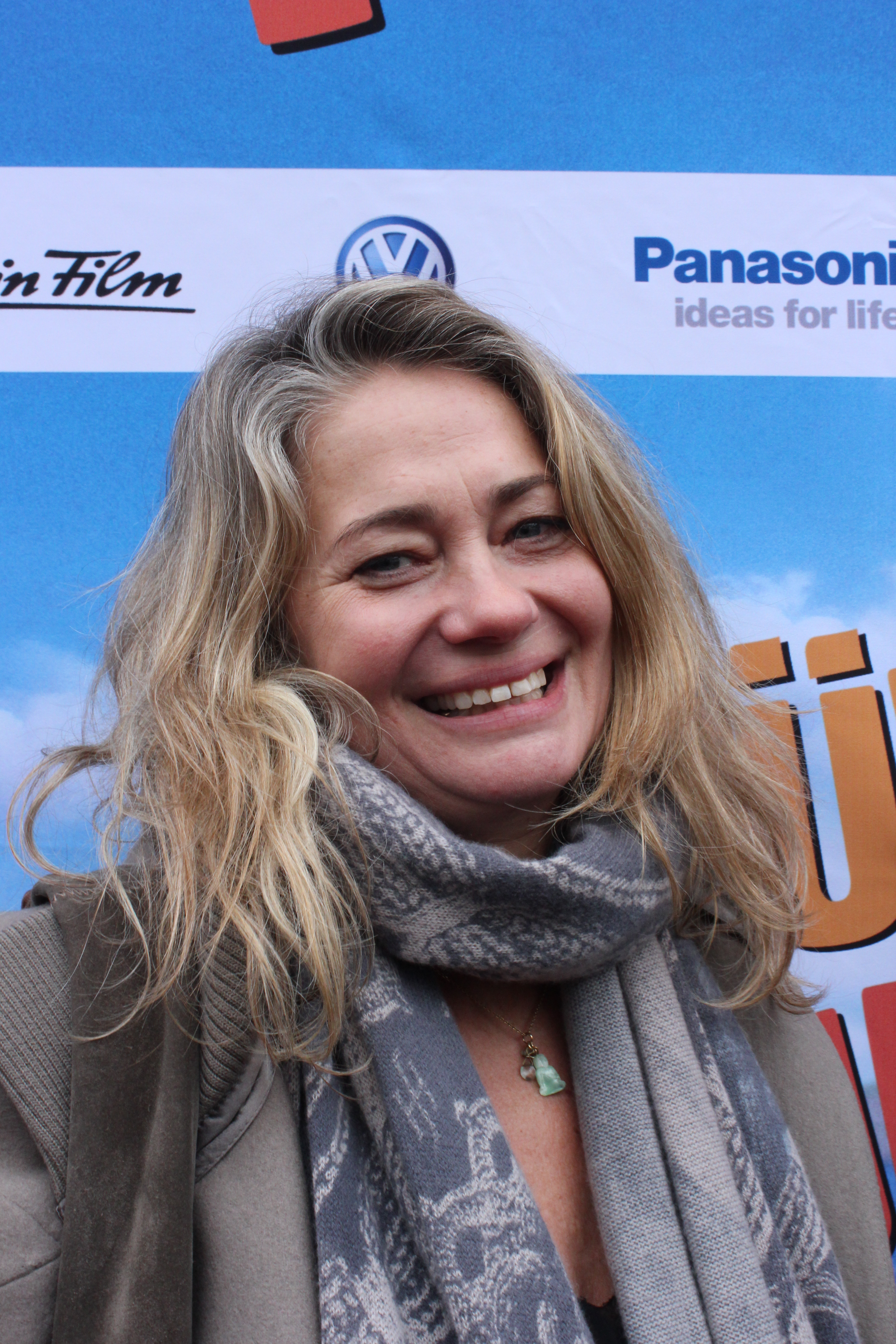
Ewa Karlström (2012)

Ewa Karlström (* 12. Februar 1965 in Gävle) ist eine schwedisch-deutsche Filmproduzentin deutscher Filme, die unter anderem die Kinoreihe Die Wilden Kerle zusammen mit Andreas Ulmke-Smeaton produzierte.

## Karriere
Die in Schweden geborene Ewa Karlström kam als zwölf Jahre altes Mädchen mit ihren Eltern, ihrer jüngeren Schwester Lisa Karlström und ihrem 2 Jahre älteren Bruder Peter nach  Deutschland und ging hier zur Schule. Mit 22 Jahren ging sie nach München und studierte dort an der Hochschule für Fernsehen und Film (HFF München) von 1989 bis 1992 Produktion und Medienwirtschaft.
Im Jahre 1990 gründete sie mit Katja von Garnier zusammen die Filmproduktionsgesellschaft Vela-X und produzierte mit dieser 1992/93 den Übungsfilm Abgeschminkt!, der mit 1,1 Millionen Kinobesuchen in Deutschland zu einem Überraschungserfolg wurde. Ebenfalls mit Katja von Garnier zusammen entstand der Film Bandits, bei dem Karlström jedoch nur die Koproduktion übernahm, da sie ihren Sohn zur Welt brachte.
1996 gründete sie mit Andreas Ulmke-Smeaton zusammen das Filmproduktionsunternehmen SamFilm, mit dem sie seit dem viele erfolgreiche Kinofilme produzierte, so auch Das merkwürdige Verhalten geschlechtsreifer Großstädter zur Paarungszeit (1998) sowie die Kinoreihe Die Wilden Kerle (seit 2003) und den Weihnachtsfilm Es ist ein Elch entsprungen (2005), der den Bayerischen Filmpreis gewann. Im Sommer 2011 produzierte sie mit Andreas Ulmke-Smeaton zusammen den Film Fünf Freunde, welcher Ende Januar 2012 in die Kinos kam. In den folgenden Jahren produzierte sie auch drei Fortsetzungen des Films. Darüber hinaus kamen seit 2013 fünf Filme der preisgekrönten Ostwind-Reihe ins Kino.

## Filmografie
- 1988: Drei D (als Produktions- und Aufnahmeleiterin)[5]
- 1990: Sommertage (als Produktions- und Aufnahmeleiterin)[5]
- 1990: Lautlos (Kurzfilm)
- 1992/93: Abgeschminkt!
- 1994: Heimliche Zeugin (Fernsehfilm)
- 1995–1997: Kommissar Beck – Die neuen Fälle (8 Folgen)
- 1996/97: Bandits (als Koproduzentin)
- 1997/98: Das merkwürdige Verhalten geschlechtsreifer Großstädter zur Paarungszeit
- 2000: Der Himmel kann warten
- 2001: Die Liebe meines Lebens (Fernsehfilm)
- 2003: Die Wilden Kerle
- 2005: Die Wilden Kerle 2
- 2005: Noch einmal lieben (Fernsehfilm)
- 2005: Es ist ein Elch entsprungen
- 2006: Die Wilden Kerle 3
- 2006: Sunny (als Koproduzentin)
- 2007: Die Wilden Kerle 4
- 2007: Weißt was geil wär…?!
- 2008: Die Wilden Kerle 5
- 2008: Sommer
- 2009: Gangs
- 2010: Ein russischer Sommer (als Koproduzentin)
- 2010: Rock It!
- 2010: Groupies bleiben nicht zum Frühstück
- 2011: Das Blaue vom Himmel (als Koproduzentin)
- 2012: Fünf Freunde
- 2013: Fünf Freunde 2
- 2013: Ostwind
- 2014: Fünf Freunde 3
- 2014: Das finstere Tal (als Koproduzentin)
- 2015: Fünf Freunde 4
- 2015: Ostwind 2
- 2016: Die wilden Kerle – Die Legende lebt
- 2016: Verrückt nach Fixi
- 2017: Maria Mafiosi (als Koproduzentin)
- 2017: Ostwind – Aufbruch nach Ora
- 2017: Trakehnerblut (Fernsehserie)
- 2018: Fünf Freunde und das Tal der Dinosaurier
- 2019: Ostwind – Aris Ankunft
- 2021: Ostwind – Der große Orkan
- 2022: Der junge Häuptling Winnetou
- 2025: Ein Mädchen namens Willow

## Auszeichnungen
- 2003 Kindermedienpreis Der weiße Elefant für Die Wilden Kerle
- 2005 Bayerischer Filmpreis  in der Kategorie Bester Familienfilm für Es ist ein Elch entsprungen
- 2011 Bayerischer Filmpreis als Koproduzentin für Das Blaue vom Himmel
- 2013 Bayerischer Filmpreis in der Kategorie Bester Familienfilm für Ostwind
- 2013 Gilde Filmpreis in der Kategorie Kinderfilm für Ostwind
- 2014 Deutscher Filmpreis in der Kategorie Bester Kinderfilm für Ostwind
- 2014 Deutscher Filmpreis in Silber als Koproduzentin für Das finstere Tal
- 2015 Kindermedienpreis Der weiße Elefant in der Kategorie Beste Kinofilm-Produktion für Ostwind 2